# Marie Charles Justin Tournier
 (juin 2011).
Pour les articles homonymes, voir Tournier.
Marie Charles Justin Tournier est un général de division français né le 30 juin 1841 à Bourges et mort le 17 novembre 1912 à Saint-Martin-d'Auxigny.

## Biographie
Né le 30 juin 1841 à Bourges, il est le fils de Michel Marie Charles Tournier (1793-1863), lui-même général de brigade d'artillerie. Il est admis à l'École spéciale militaire de Saint-Cyr en 1858 dans la promotion de Solférino et choisit l'arme de l'infanterie.

### Carrière militaire
Le 20 février 1894, il est nommé Général de brigade. Du 23 novembre 1894 au 24 janvier 1895, il est directeur de l'Infanterie au Ministère de la Guerre.
En 1890, il devient Secrétaire Général militaire de la Présidence et chef de la Maison Militaire du Président de la République jusqu’en 1897. Le 25 mai 1897, il est promu Général de division. Du 18 mai 1897 au 9 novembre de la même année, il est membre du Comité technique de l'Infanterie.
Du 9 novembre 1897 au 12 décembre 1900  il est commandant de la 40e Division d'Infanterie. Du 12 décembre 1900 au 03 février 1903, il est commandant du 13e Corps d'Armée. Le 3 février 1903, il est ("03/02/1903-03/02/1903" => vérifier source) commandant de la 36e Division d'Infanterie et des subdivisions de région de Mont-de-Marsan, de Bayonne, de Pau et de Tarbes. Du 3 février 1903 au 24 décembre 1904, il est en disponibilité.
Entre le 24 décembre 1904 et le 24 février 1905, il est membre du Comité technique de l'Infanterie. Entre le 24 février 1905 et le 30 juin 1906, il est commandant du 12e Corps d'Armée. Il dépêcha son corps d'armée pour les Grèves de Limoges de 1905 ou Camille Vardelle perdra la vie au Jardin d'Orsay,.
Le 30 juin 1906, il est placé dans la section de réserve.
Il succombe à un malaise le 17 novembre 1912 alors qu'il remettait la médaille commémorative de la Guerre franco-prussienne de 1870 au cours d'une réunion de Vétérans.

## Généalogie
- Il est le fils de Michel Marie Charles Tournier (1793-1863), général de brigade et d'Antoinette Charret (°1805) ;
- Il épouse Julie Néraud en 1871.

## Distinctions

### France
- Légion d'honneur : Chevalier (20/11/1872), Officier (08/07/1889), Commandeur (30/12/1895), Grand Officier (29/06/1906)
- Médaille commémorative de la guerre 1870-1871
- Médaille coloniale avec agrafe « Tunisie »

### Tunisie
- Commandeur de l'ordre du Nichan Iftikhar (15/02/1882)

## Sources
1. ↑  https://www.patrimoinecognac87.ovh/wa_files/Emeutes_Limoges.pdf
2. ↑  https://www.persee.fr/doc/anami_0003-4398_1971_num_83_101_5686

- Ressource relative à la vie publique :   - base Léonore
- Dossier de Légion d'honneur du général Tournier.
- Annuaires militaires
- Archives militaires au S.H.A.T. : dossier 9 Yd 251.